# Stipa neesiana
Stipa neesiana là một loài thực vật có hoa trong họ Hòa thảo. Loài này được Trin. & Rupr. miêu tả khoa học đầu tiên năm 1842.